# Ernst Strassmann
Ernst Strassmann (né le 27 novembre 1897, mort le 11 mars 1958 à Berlin) est un juriste allemand et résistant au nazisme.

## Biographie
Après sa participation à la Première Guerre mondiale, Strassmann rejoint le Parti démocrate allemand (DDP) et est avec Hans Robinsohn l'un des fondateurs de l'association des jeunes du DDP. Avec Robinsohn et Oskar Stark, il fait campagne dans les années 1920 pour la protection de la République. En 1930, il démissionne du DDP, est juge de district à Berlin et membre du conseil d'administration de la fédération fédérale des Jeunes Démocrates.
À cause de son père adoptif, qui est d'origine juive, Strassmann doit faire plusieurs déclarations au sujet de sa généalogie. En 1934, Robinsohn, Strassmann et Stark fondent un groupe de résistance, qui se donne pour tâche de recueillir des informations et d'informer les pays étrangers de l'existence de groupes de résistance parmi la population civile allemande.
Il va d'abord à Londres en 1939 avec Robinsohn, qui entre-temps fuit au Danemark, afin d'obtenir un soutien financier pour le mouvement de résistance allemand. Le 19 août 1942, il veut se rendre en Suède pour rencontrer des fonctionnaires britanniques et négocier un soutien lorsqu'il est arrêté et placé en Schutzhaft sans procès jusqu'à la fin de la guerre.
Après la guerre, il rejoint le SPD et travaille au conseil d'administration de la société de l'électricité et de l'eau à Berlin-Ouest.